# Lilla serien
Lilla serien (1972–1979 med titel FIB:s lyrikklubbs lilla serie) är en monografiserie i det lilla formatet (normalt max 48 sidor) för poesi, ofta innebärande den första introduktionen av utländska poeter för svensk publik. Utgavs 1972–1979 och 1996–1998 av FIB:s lyrikklubb, utkom ej 1999–2006, från 2006 av Ellerströms förlag. Till en början klammerhäftade, i efterföljd av amerikanska chapbooks, senare som vanliga böcker.

## Delar i serien
1. Stéphane Mallarmé: En fauns eftermiddag & Ett tärningskast (Un coup de dés och L'après-midi d'un faune) (tolkning och introduktion av Harry Järv) (1972)
2. Lasse Lucidor: Dikter (i urval av Jacob Branting) (1972)
3. Carl Jonas Love Almqvist: Armodets son: dikter från landsflykten (i urval av Folke Isaksson) (1972)
4. Paul Celan: Dikter (i urval och tolkning av Carl-Henrik Wittrock) (1972)
5. Ola Hansson: Dikter (urval och inledning av Östen Sjöstrand) (1972)
6. Jean-Joseph Rabearivelo: Dikter (i urval och tolkning av Ingemar och Mikaela Leckius) (1973)
7. Nazım Hikmet: Moskvasymfonin (tolkning [från engelska] av Göran Tunström) (1974)
8. Gunnar Björling: Allt vill jag fatta i min hand: efterlämnade dikter (med biografisk inledning och i urval av Erik Gamby) (1974)
9. César Vallejo: Mänskliga dikter (tolkning av Marianne Sandels och Pierre Zekeli) (1974)
10. Basho: Det väderbitna benranglet: haiku (i urval och tolkning [från engelska och franska] av Rolf Aggestam) (1974)
11. Velimir Chlebnikov: Gul-Mullas trumpet (förord av Lars Erik Blomqvist, tolkning av Lars Erik Blomqvist och Gunnar Harding) (1974)
12. Erik Axel Karlfeldt: Karlfeldt - dalmålaren (inledning och urval av Svante Svärdström) (1974)
13. Aimé Césaire: De underbara vapnen (tolkningar av Gun Bergman och Artur Lundkvist) (1974)
14. René Char: Må det leva! (tolkning av Anne-Marie och Lütfi Özkök) (1974)
15. Sigbjørn Obstfelder: Här är så underligt: dikter (i urval och översättning av Reidar Ekner) (1975)
16. Carl Fredrik Hill: Dikter och författarskap på några språk (i urval av Percival och Bengt Emil Johnson) (1975)
17. Pentti Saarikoski: Revir (tolkade av Jens Hildén; förord av Mia Berner Öste) (1975)
18. Johannes Bobrowski: Den sarmatiska slätten (förord och tolkning av Göran Hägg) (1975)
19. Marin Sorescu: Framkallning (tolkning Pierre Zekeli och Marianne Sandels) (1975)
20. Kim Chi Ha: Fem rövare (O-Chok) (tolkning från engelskan: Marianne Eyre) (1976)
21. Jens August Schade: Köttslig kärlek (urval och översättning av Poul Borum och Sven Christer Swahn) (1976)
22. Erik Johan Stagnelius: Hur jag plågas, hur jag brinner! : dikter om vällust och smärta (i urval av Folke Isaksson) (1976)
23. Joseph Brodsky: Oas i öknen (i urval av Werner Aspenström och tolkade tillsammans med Anna Aspenström) (1977)
24. Krishnas flöjt: dikter ur den indiska orduppenbarelsen (i urval och översättning från sanskrit av Walther Eidlitz) (1976)
25. Tuwia Rübner: Dikter (tolkade av Madeleine och Lars Gustafsson) (1977)
26. Li Bai: Det långa ruset (urval och tolkning av Göran Sommardal) (1977)
27. Robert Bly: Prosadikter (tolkade av Börje Lindström, Lasse Söderberg, Tomas Tranströmer) (1977)
28. Nicolás Guillén: Den stora djurparken (El gran zoo) (tolkning av Lasse Söderberg) (1978)
29. Per Daniel Amadeus Atterbom: "Och är ej dikten den egentliga naturen?": dikter (i urval och med förord av Bengt Emil Johnson) (1979)
30. Lajos Kassák: Hästen dör, fåglarna flyger ut (i tolkning av Gunnar Harding, översättningen granskad av János Csatlós) (1979)
31. Wisława Szymborska: Nära ögat (urval och översättning av Anders Bodegård) (1996)
32. Bjørn Aamodt: ABC och andra dikter (urval och översättning av Jan Olov Ullén och Jan Erik Vold) (1997)
33. Niels Frank: Tabernakel: dikter (i urval och översättning av Jörgen Gassilewski) (1999)
34. Mina Loy: Baedeker för månresenärer (i översättning och med förord av Gunnar Harding) (2006)
35. Bengt af Klintberg: Ord i snön : dikter (i urval av Jonas Ellerström och författaren) (2006)
36. Carl Johan Lohman: Bröllops- och begravningsdikter (i urval och med inledning av Tomas Tranströmer) (2007)
37. Cid Corman: Det finns bara en dikt : dikter (i urval och översättning av Görgen Antonsson) (2007)
38. Wallace Stevens: Mannen med den blå gitarren (översättning och efterskrift: Olle Thörnvall) (2008)
39. Laura Riding: De dödas liv (The life of the dead) (översättning: Jonas Ellerström och Håkan Bravinger) (2008)
40. Tatjana Voltskaja: Tröstdroppar (översättning: Bengt Samuelson) (2009)
41. Alejandra Pizarnik: Spegelns vägar (urval, översättning och efterord av Magnus William-Olsson) (2009)
42. Akiko Yosano: Trassligt hår (översättning, förord och kommentarer: Kazuyo & Håkan Lundström) (2010)
43. Eugène Guillevic: Sången (Le chant) (översättning och efterskrift: Bo Gustavsson) (2010)
44. Mirkka Rekola: En gynnsam plats för hjärtat (översättning och efterord Henrika Ringbom) (2011)
45. Jelena Guro: Himlens kamelföl (översättning och förord: Mikael Nydahl) (2011)
46. Eske K. Mathiesen: Att lyssna till lärkan : dikter från 2000-talet (urval och översättning av Jonas Ellerström) (2012)
47. Jacob Frese: Avsked från världen : dikter (urval, inledning och kommentarer av Daniel Möller) (2012)
48. Dagens dikt 75 år: en meta-antologi (redigerad av Göran Sommardal) (2012)
49. Göran Printz-Påhlson: Men det är själva kartan du lever i (förord och urval av Jan Olov Ullén) (2013)
50. Christina Rossetti: Trollmarknad och andra dikter (översättning och förord Olle Thörnvall) (2014)
51. Olav H. Hauge: Gängelstrån (förord och översättning Görgen Antonsson) (2014)
52. Thekla Knös: Ljud befriad min röst! (presenterad av Elisabeth Mansén, 2015)
53. Melisa Machado: Den röda sången (översättning och efterord: Magnus William-Olsson, 2015)
54. Vilhelm Ekelund: Nattvandringar: en prosadiktsamling (sammanställd och med efterord av Jonas Ellerström, 2016)
55. Sujata Bhatt: Underström: dikter (översättning och efterord av Birgitta Wallin, 2016)
56. Gennadij Ajgi: Grodd: ur de tjuvasjiska dikterna (översättning från tjuvasjiskan: Mikael Nydahl och Eva Lisina; efterord och kommentarer: Mikael Nydahl, 2017)
57. Xiu Hua Yu: Leva trots allt (urval, översättning och förord: Birgitta Lindqvist, 2017)
58. Aleksandr Pusjkin: Hjärtat och andra dikter (urval och översättning Annika Bäckström, 2018)
59. Siv Cedering: Om dikten är ett mål, tillåt mig att misslyckas (urval, översättning och förord av Matilda Södergran, 2018)
60. Josef Julius Wecksell: På moln stod du! (urval och förord: Clas Zilliacus, 2019)
61. Gustaf Adolf Lysholm: Dunkelt gröna fönsterluckor (urval av Bengt af Klintberg; inledning av Jonas Ellerström, 2019)